# Tatyana Chernigovskaya
Tatyana Vladimirovna Chernigovskaya é uma psicolinguista e neurocientista russa. Recebeu, em 2010, o título de "Trabalhador honrado da ciência" do governo russo. É professora da Universidade Estatal de São Petersburgo.